# Vertou
Vertou è un comune francese di 23 124 abitanti situato nel dipartimento della Loira Atlantica nella regione dei Paesi della Loira.

## Storia

### Simboli
Lo stemma, disegnato dall'araldista Michel Pressensé, è stato approvato con delibera del consiglio comunale nel 1957 e registrato dalla Commission d'Héraldique Urbaine du Département nel 1972.
L'immagine del tasso è legata alla leggenda di san Martino di Vertou dal cui bordone, piantato nel terreno, crebbe un albero di tasso. Appariva sul sigillo della prevostura nel XVI sec. e fu simbolo del Capitolo di Saint-Martin. La moscatura di armellino ricorda l'emblema del Ducato di Bretagna a cui la città un tempo apparteneva. Il giglio è simbolo delle Francia.

## Società

### Evoluzione demografica
Abitanti censiti